# Лобера-де-Онселья
Лобера-де-Онселья (ісп. Lobera de Onsella) — муніципалітет в Іспанії, у складі автономної спільноти Арагон, у провінції Сарагоса. Населення — 50 осіб (2010).
Муніципалітет розташований на відстані близько 300 км на північний схід від Мадрида, 80 км на північ від Сарагоси.

## Демографія
Динаміка населення (INE ):